# Lou Barletta
Louis James Barletta, född 28 januari 1956 i Hazleton, Pennsylvania, är en amerikansk republikansk politiker. Han är ledamot av USA:s representanthus sedan 2011.
Barletta studerade vid Luzerne County Community College och Bloomsburg University of Pennsylvania. Han var Hazletons borgmästare 1999–2010.
Barletta besegrade sittande kongressledamoten Paul Kanjorski i mellanårsvalet i USA 2010.
Den 29 augusti 2017 meddelade Barletta att han skulle ställa upp i senatsvalet år 2018 i Pennsylvania. Donald Trump gav sitt stöd för Barlettas 2018 senatkampanj. Den 15 maj 2018, vann han det republikanska primärvalet och blev den republikanska kandidaten för den amerikanska senaten från Pennsylvania. Barletta besegrades av demokraten Bob Casey.
I maj 2021 meddelade Barletta sin kandidatur till guvernör i Pennsylvania 2022.
Barletta är av italiensk härkomst. Han är gift med Mary och har fyra barn: Kelly, April, Lindsey, Grace.

## Politiska positioner
Enligt Vox, anses Barletta "vara generellt mer moderat än andra republikaner i representanthuset, även om han nästan alltid följer partilinjen vid större röster."